# نشانه فاژه
نشانهٔ فاژه (انگلیسی: Faget sign) که گاهی جدایی حرارتی-فشاری (انگلیسی: Sphygmothermic Dissociation) نامیده می‌شود - ترکیبی نامعمول از تب با برادی‌کاردی (نبض آهسته) است. (تب معمولاً با تاکی‌کاردی و نبض سریع همراه است، و بدان قانون لیبرمایستر می‌گویند) نشانه فاژه به افتخار پزشک فرانسوی‌تبار اهل نیواورلئان، ژان شارل فاژه نامگذاری شده است که تب زرد را در لوئیزیانا مطالعه کرد.
نشانهٔ فاژه بیشتر در بیماری‌های زیر مشاهده می‌شود:
- تب زرد
- حصبه
- آبسه مغزی
- تولارمی
- تب مالت
- تب کنه‌ای کلرادو
- برخی انواع سینه‌پهلو ناشی از لژیونلا و مایکوپلاسما
- تب‌های دارویی (به‌ویژه بتا بلاکرها؛[۳] که بدان نشانه «بتا-فاژه» می‌گویند)